# Матриця (композиційні матеріали)
Матриця — один з основних компонентів композитних матеріалів, який оточує армуючі вкладення, що називаються наповнювачами або арматурою. Матриця забезпечує зв'язок між наповнювачами та забезпечує структурну цілісність всього композиту.
Матриця може бути виготовлена з різних матеріалів, таких як полімери, кераміка, метали або їх комбінації. Вибір матеріалу для матриці залежить від вимог до властивостей композиту та умов експлуатації.
Полімерні матриці, наприклад, часто використовуються в легких та гнучких композитах, які мають високу стійкість до корозії і зносу. Керамічні матриці використовуються для створення композитів, що витримують високі температури та мають високу міцність при розтягуванні та стиску. Металеві матриці використовуються в тих випадках, коли необхідно забезпечити високу міцність та стійкість до зносу.
Одна з ключових функцій матриці — це розподіл навантаження на всю поверхню наповнювачів, таким чином, що напруга рівномірно розподіляється вздовж всього композиту. Крім того, матриця може захищати наповнювачі від шкідливого впливу зовнішнього середовища, знижуючи їхню вразливість до вологи, корозії та інших впливів.

## Матриці з різних матеріалів

### Матриця з полімерних матеріалів
Матриця з полімерних матеріалів — це один з видів матриць, який використовується в композитних матеріалах. Полімерна матриця складається з полімерних смол, які володіють високою розтягуючою міцністю та міцністю на згин. Вона забезпечує зв'язок між наповнювачами (наприклад, волокнами вуглецю, скловолокном або арамідними волокнами) та забезпечує механічну стійкість композиту.
Матриці з полімерів зазвичай використовуються в композитах, які вимагають низької маси та високої міцності, наприклад, у літаках, автомобілях, суднах, велосипедах, киях для гольфу, риболовних вудках та інших виробах.
Наприклад, композитні матеріали з полімерною матрицею, які використовують в авіаційній індустрії, забезпечують високу міцність та стійкість до корозії, що робить їх ідеальними для виготовлення деталей літаків, наприклад, крил, стійок шасі та інших частин.
Крім того, матриця з полімерних матеріалів може бути зміцнена додаванням наповнювачів, які забезпечують додаткову міцність та стійкість до зносу. Наприклад, додавання скловолокна або вуглецевих волокон може значно підвищити міцність та жорсткість композиту з полімерною матрицею.

### Матриця з керамічних матеріалів
Матриця з керамічних матеріалів — це один з видів матриць, який використовується в композитних матеріалах. Керамічні матриці можуть бути створені з різних керамічних матеріалів, таких як оксиди, карбіди та нітриди, в залежності від вимог до композиту.
Матриця з кераміки має високу міцність, жорсткість та термостійкість, тому вона забезпечує високу стійкість до температурних змін та корозії. Крім того, керамічні матриці відповідні для використання в умовах з високою кислотністю та агресивними середовищами.
Композитні матеріали з керамічною матрицею широко використовуються в авіаційній та космічній індустрії, де вимагається висока міцність, жорсткість та термостійкість. Також їх можна використовувати в виробництві складних електронних та медичних приладів, а також в обробці продуктів харчування та напоїв.
Один з найбільш відомих прикладів використання композитів з керамічною матрицею — це матеріал C/SiC (вуглецеве волокно з керамічною матрицею з кремнієвого карбіду), який використовується в виробництві екранів термозахисту та керованих термічних захисних систем для космічних апаратів. Цей матеріал має високу міцність та термостійкість, що дозволяє використовувати його в умовах великих температурних навантажень.

### Матриця з металевих матеріалів
Матриця з металевих матеріалів — це ще один вид матриці, який використовується в композитних матеріалах. Металеві матриці можуть бути створені з різних металів, таких як алюміній, титан, магній, сталь, нікель і т. д., в залежності від вимог до композиту.
Матриця з металів має високу міцність та жорсткість, що дозволяє композитним матеріалам з такою матрицею витримувати високі навантаження. Вони також відповідні для використання в умовах з високою температурою та агресивними середовищами. Крім того, металеві матриці забезпечують ефективну передачу тепла від композиту до оточуючого середовища.
Композитні матеріали з металевою матрицею широко використовуються в авіаційній, автомобільній та військовій промисловості, де вимагається висока міцність та жорсткість. Також вони використовуються в будівництві, суднобудуванні та виробництві електронної техніки.
Один з прикладів використання композитів з металевою матрицею — це матеріал ALMMC (алюмінієвий матрицевий металокерамік), який складається з алюмінієвої матриці та керамічних частинок, таких як оксид алюмінію, карбід кремнію та інші. Цей матеріал має високу міцність, жорсткість та міцність на зношування, що дозволяє його використовувати в авіаційній та автомобільній промисловості.